# Victor Forselius
Carl Victor Gustaf Forselius, född 29 januari 1838 i Vittis, död 6 april 1905 i Åbo, var en finländsk affärsman. 
Forselius blev filosofie magister 1864, var föreståndare för handelsskolan i Åbo 1866–1873, därefter direktör för Nordiska aktiebankens filial i staden till 1903. Han grundade 1868 ett eget handelsföretag, som han sedan utvecklade till en av landets största maskin- och redskapsaffärer på lantbrukets område, och innehade en gård i Vittis och flera företag inom den grafiska branschen i Åbo. 
Forselius var en av pionjärerna inom den inhemska fjäderfäskötseln; importerade rashönor och grundade 1896 en förening för fjäderfävänner. Därutöver hörde han även till banbrytarna inom bilförsäljningen i landet. Under perioden 1871–1903 utgav han åtta upplagor av Finlands Handelskalender, landets första i sitt slag. Han var 1891–1899 ledamot av borgarståndet i lantdagen och gjorde betydande testamentariska donationer. Han tilldelades kommerseråds titel 1897.